# Mesembriomys gouldii
Mesembriomys gouldii є одним із двох ендемічних австралійських видів гризунів роду Mesembriomys. Mesembriomys зустрічаються в північній Австралії. Вид є одним із найбільших мишевих, знайдених в Австралії.

## Морфологічна характеристика
Це великий гризун з довжиною голови й тулуба від 260 до 315 мм, довжиною хвоста від 310 до 410 мм, довжиною стопи від 66 до 72 мм, довжиною вуха від 42 до 46 мм і вагою до 880 грамів. Верх жовтуватий, густо вкритий довгими чорнуватими волосками, більш інтенсивними на крупі, менше на боках і голові, а черевні частини білі або світло-сірі. Навколо очей чорнуваті кільця. Вуха довгі, чорні, округлі. Ноги чорнуваті. Лапи іноді з білими плямами. Хвіст набагато довший за голову й тулуб, повністю вкритий чорним волоссям і кінцевим пучком довгих білих волосків.

## Поведінка
Це нічний і деревний вид, хоча він часто харчується на землі. Він ховається в дуплах дерев або в гніздах, побудованих серед густого листя. Харчується фруктами, особливо видами Pandanus, насінням, комахами та нектаром.